# Drakula gróf
Drakula gróf (angolul Count Dracula) Bram Stoker ír író 1897-ben megjelent Drakula című regényének címszereplője. A modern irodalom és filmművészet egyik legismertebb figurája, a vérszívó vámpír karakterének megteremtője és archetípusa.
A népszerűség növekedésével maga a karakter is módosult. Stoker regényében Drakula egy székely származású gróf, kastélya a Borgói-hágóban van, a mai tömegkultúra viszont Vlad Țepeș havasalföldi fejedelemmel azonosítja, otthonaként pedig a törcsvári kastélyt nevezi meg.

## Figurája

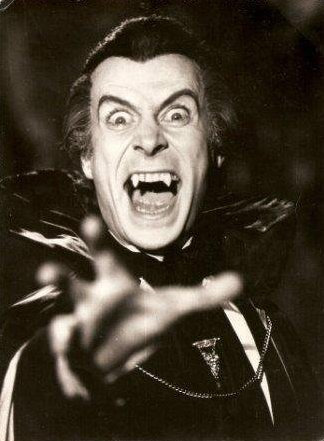
Gianni Lunadei színész Drakula szerepében

### Megalkotása
A népi hiedelmek vámpírjai legelőször a 18. század közepén jelentek meg a szórakoztató irodalomban, a 19. század második felében pedig a vámpíros regények igen népszerűek voltak a nyugati világban. Bram Stoker 1897-es Drakulája tehát messze nem az első ilyen alkotás, viszont az általa megalkotott Drakula gróf karaktere a legismertebb vámpírfigura, és az első, mely a tömegkultúra része lett.
Stoker regényének korai változata állítólag túlságosan hasonlított egy korábban megjelent kísértettörténetre, így elhatározta, hogy cselekményét Erdélybe helyezi át. Drakula nevét és jellemét egyesek szerint Vámbéry Ármin orientalista ajánlotta Stokernek, mesélve a kelet-európai hiedelmekről és Vlad Drǎculea (Vlad Țepeș) fejedelem tetteiről. Mások azonban cáfolják ezt, a szereplő pedig – nevén kívül – amúgy sem mutat semmilyen hasonlóságot Vlad Țepeșsel.
Egyes vámpír-tulajdonságokat Stoker a kelet-európai folklórból merített (például alakváltás, vérszívás, szemfogak, félelem fokhagymától és feszületektől), másokat ő maga talált ki, és idővel a „vámpír-kultúra” részévé váltak (például az árnyék és a  tükörkép hiánya).

### A könyvbeli Drakula gróf
Drakula gróf egy élőhalott vámpír, aki székely nemesként mutatkozik be; egyrészt Attila hun király, másrészt bojárok leszármazottjának tartja magát. Életében vitéz katona és államférfi volt, csapatokat vezérelt a törökök elleni harcban. Emellett nagy tudásra tett szert, többek között a legendás erdélyi Scholomance garabonciásképzőben ismereteket szerzett a fekete mágiáról. Miután halála után eltemették a kastély kápolnájában, vámpírként folytatta létezését.
Míg a folklórban és a korábbi kísértettörténetekben a vámpírok oszladozó, ostoba szörnyek, Drakula gróf erős, intelligens, határozott vonású, választékosan öltözködő férfi. A regény elején magas, idősödő, fehér harcsabajuszt viselő arisztokrata, de az idő előrehaladtával folyamatosan fiatalodik: egy ponton fekete hajú, kecskeszakállas, tagbaszakadt emberként jelenik meg. Szeme kék, bőre természetellenesen sápadt.
Drakula gróf egyesíti a folklór és az irodalom vámpírjainak jellemző tulajdonságait. Örök életű lény aki a vérivástól fiatalodik, koporsóban alszik, képes az alakváltásra és teleportációra, nincs árnyéka és tükörképe, harapásával másokat is vámpírrá változtat. Ugyanakkor irtózik a fokhagymától, a napfénytől, és a szent dolgoktól.

### Azonosítása Vlad Țepeșsel
Legelőször 1958-ban vontak párhuzamot Drakula gróf és az állítólagos kegyetlenségeiről ismert Vlad Țepeș havasalföldi fejedelem között. Florescu és McNally 1972-es In Search of Dracula könyve a nagyközönség elé tárta ezt az elméletet, bár ennek nagy része spekuláció, és később több állítását meg is cáfolták. Ennek ellenére a következő évtizedekben számos adaptáció – élükön az 1992-es Drakula horrorfilmmel – készpénzként kezelte az elméletet, így mára összemosódott Drakula gróf és Vlad Țepeș fejedelem alakja.

## A popkultúrában

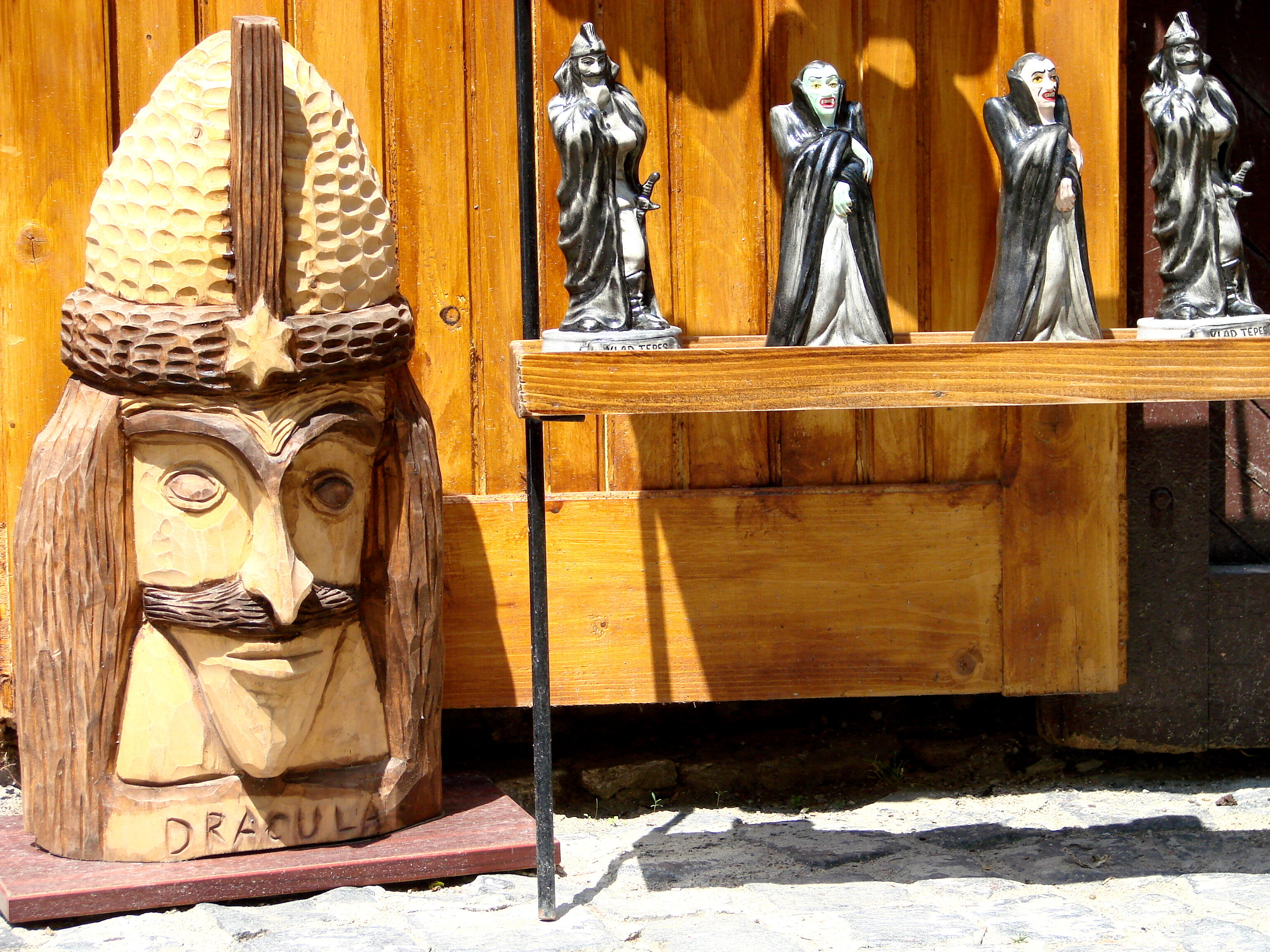
Segesvári szuvenírek

Napjainkban sok külföldi Erdélyt Drakula gróffal és vámpírokkal azonosítja, magát Drakulát pedig Vlad Țepeșsel. Számos nyugati turista látogat Erdélybe Drakula nyomait keresve, és a román vállalkozók és vendéglátók ki is elégítik az igényeket: giccses vámpíros szuveníreket forgalmaznak, vámpíros rendezvényeket szerveznek, a Borgói-hágóban pedig felépítették Drakula kastélyát. Megjegyzendő, hogy egyes románok ellenzik az ilyesfajta üzletet, ugyanis meg akarják őrizni Románia múltjának méltóságát és Vlad Țepeș történelmi identitását.

### A törcsvári kastély
A 20. század végén külföldi turisták – és ennek hatására a román vállalkozók is – kinevezték a törcsvári kastélyt Drakula-kastélynak, bár sem a könyvbeli Drakula gróf, sem Vlad Țepeș nem köthető ehhez a helyhez (a gróf kastélya a Borgói-hágóban volt, Vlad Țepeșnek pedig nem voltak erdélyi birtokai). Ennek valószínű oka a vár misztikus, középkori kinézete, melyet a nyugatiak vámpírokkal, kísértethistóriákkal hoztak kapcsolatba. Egy tanulmány szerint maga a Román Kulturális Minisztérium nevezte ki a törcsvári kastélyt Drakula otthonának, miután az 1970-es években tudomást szerzett a nyugati világ Drakula-kultuszáról.
A Drakula-mítosz nemzetközileg ismert látványossággá változtatta a kastélyt; a 2010-es években Románia leglátogatottabb turisztikai látnivalója volt. Az épület feltűnik az Interjú a vámpírral (1994) filmben; a kastély egyik termében vámpíros kiállítás tekinthető meg, a bejárat előtt pedig hatalmas Drakula-bazár van.

### Könyvek és filmek

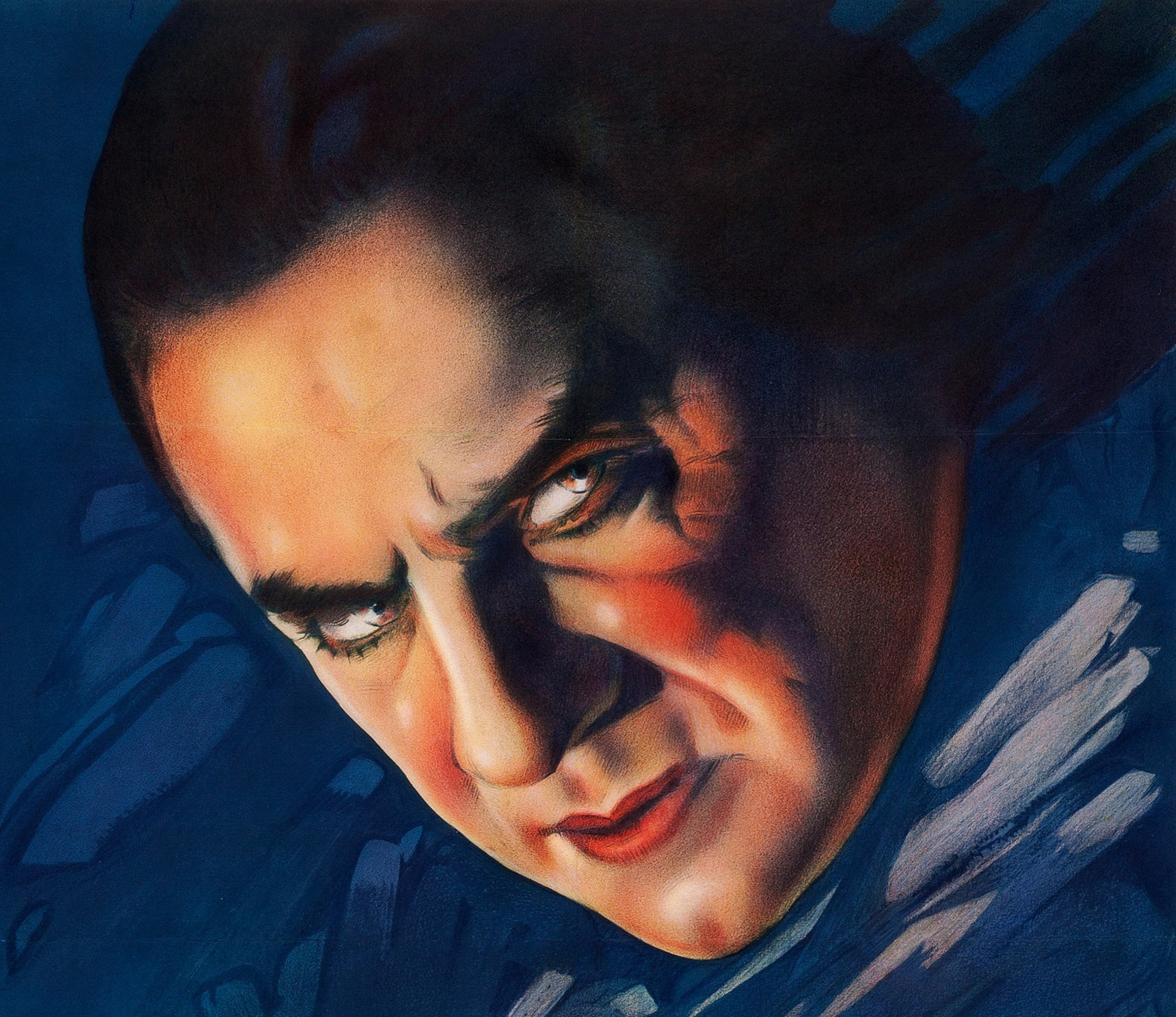
Filmplakát (részlet) az 1931-es Drakula című filmhez

Drakula gróf számos film és színdarab szereplője (az egyik leghíresebb ilyen alkotás az 1931-es Drakula, melyben a címszereplőt Lugosi Béla alakítja, a Renfield című 2023-as filmben Nicolas Cage játszotta), emellett feltűnik rajzfilmekben (például Hotel Transylvania), animékben, tévésorozatokban, novellákban, regényekben, képregényekben, táblás- és videojátékokban is. A 2012-es Guinness Rekordok Könyve szerint a filmen legtöbbször ábrázolt irodalmi szereplő; összesen 272 filmben jelent meg.